# Трг нације (Париз)
Трг нације (фр. Place de la Nation) једна је од градских  знаменитости и историјски локалитет на источној страни Париза, између Трга Бастиље и Венсенске шуме, на граници између 11. и 12. арондисмана. Познат је по томе што је имао најактивнију гиљотину током Француске револуције. 
Трг је на Дан Бастиље, 14. јул 1880. године, под Трећом републиком, преименован у Трг нације.
Трг краси велика бронзана скулптур под називом „Тријумф Републике” на којој је приказана Маријана, а окружен је продавницама и цветним вртом. Опслужује га метро станица Пари Насион.

## Називи
- Трг Трона (Place du Trône) — првобитни назив трга из 17. века.
- Place du Trône-Renversé — назив који је трг добио у периоду Француске револуције (1789—1799))
- Трг нације (Place de la Nation) — назив који је трг добио 14. јул 1880. године на Дан Бастиље.

## Историја
До данас Париз носи трагове зида под називом  mur des Fermiers généraux,  изграђеног између 1784. и 1791. године, једног од неколико градских зидина саграђених између раног новог века и средине 19. века, далеко изван зграда Париза у кампањи окруживања куће, башти и самостана у сврху контроле протока робе и омогућавања њиховог опорезивања од стране Ferme générale институције чији је циљ био да преузме бригу о наплати индиректних пореза, царине, таксе за регистрацију државних производа.
Око конструкција зида налазио се травнати простор, баште и вртови, засади винове лозе све до средњовековног градског зида и зидова вртова старог села  Pique-Puce , у коме су били самостани, школе и уточишта. 
На овом простору постављен је престо 26. јула 1660. године за свечани долазак Луја XIV и Марије Терезије од Шпаније након њиховог венчања у Сен Жан де Лизу. Ово је тргу дало првобитно име „Трг престола“ (Place du Trône).
Из раног новог века тргу су била саграђена два павиљона и две стуба или баријеру тронова, које је пројектовао Claude Nicolas Ledoux као место за прикупљање пореза (за увоз стоке на територију Париза, осим битних производа, познатих као слободним царинским производа, као што су пшеница и брашно), које је окруживало улаз у Cours de Vincennes. Над субовима су биле статуе краљева Филипа II Августа и Луја IX Светог.

### Француска револуција
Током револуције, трг је 10. августа 1792. године преименован у Трг срушеног трона (Place du Trône-Renversé) На њему је у јућном делу постављена гиљотина у близини Павиљона закона који је изградио Ледук. Они који су тада гиљотинирани сахрањени су на оближњем гробљу, међу којима су од значајних личности тога доба били:
- Cécile Renault (1774–1794), Henri Admirat (1744 – 1794) и Jean-Baptiste Michonis (1735 –1794),[1] који су погубљени 17. јуна 1794.
- Josse-François-Joseph Benaut (1743 – 1794), композитор, органиста и чемабалиста, који је погубљен 13. јула 1794.[2]
- Мученице из Компијана, монахиње кармелићанке, које су погубљене 17. јула 1794
- Андре Шеније (франц. Andre Chenier 176 - 1794),  француски класицистички песник и револуционарни полемичар, који је погубљен 25. јула 1794. године дан уочи Робеспјеровог пада.[3]

### 19. век
Централни споменик, бронзани споменик „Тријумф Републике”, 1879. године град Париз наручио од вајара Jules Dalou.  Подигнут је у знак обележавања стогодишњице револуције, прво у гипсу 1889. године, а затим у бронзи 1899. године. Лик Маријане, која персонификује Републику, стоји на глобусу у кочијама које вуку лавови и окружени разним симболичним фигурама. Скулптура је окренута према Тргу Бастиља, чинећи иделни правац за уличне демонстрације.

### 21. век
Током свог мандата градоначелнице Париза, Анне Хидалго покренула је обнову неколико тргова, укључујући и Трг нације, 2018. и 2019. године, како би се ревидирала поделу јавног простора до тада углавном посвећеног саобраћају (централни прстен) у циљу повећања простора намењеног пешацима, бициклистима, зеленим површинама и терасама. Привремени аранжмани омогућили су финализацију пројеката везаних за локално становништво
Предложено је да трг може одговарати трамвајској линији Т3а или трамвајској прузи Т3б која би била продужена од Порте де Винценнес, што би корисницима ових линија омогућило да имају боље везе са линијама париског метроа 1, 2, 6 и 9, као и са линијом А РЕР-а на станици Нација, али овај пројекат за сада не напредује у задaим оквирима.